# Maléa
Maléa es una localidad de la prefectura de Siguiri en la región de Kankan, Guinea, con una población censada en marzo de 2014 de 27 471 habitantes.
Se encuentra ubicada al noreste del país, cerca de la frontera con Malí.